# Enrique Muiño
Enrique Muiño (A Laracha, 5 luglio 1881 – Buenos Aires, 24 maggio 1956) è stato un attore spagnolo naturalizzato argentino attivo tra il 1913 e il 1956.

## Biografia
Nato in Spagna, Muiño si trasferì a Buenos Aires dove iniziò la carriera cinematografica. Girò più di 20 film in Argentina e negli Stati Uniti interpretando ruoli da protagonista in film come Il nonno (1954) con Mecha Ortiz, e Su mejor alumno (1944) per il quale vinse il Silver Condor Award come miglior attore, nel 1945, ai Premi dell'associazione dei critici cinematografici argentini.
Fu membro della Massoneria.
Morì a Buenos Aires, all'età di 74 anni.

## Filmografia selezionata
- Juan Moreira (1913)
- Alas de mi patria (1939)
- The Gaucho Priest (1941)
- La guerra gaucha (1942)
- Il suo miglior studente (1944)
- Savage Pampas (1945)
- Dove le parole falliscono (1946)
- Da uomo a uomo (1949)